# Paulusbund
Als Paulusbund (auch Paulus-Bund) firmierte von 1936 bis 1937 ein von 1933 bis 1939 bestehender Hilfsverein katholischer und evangelischer Christen jüdischer Abstammung mit Ortsgruppen im gesamten Reichsgebiet.

## Weitere Bezeichnungen
Am 20. Juli 1933 wurde der Reichsverband christlich-deutscher Staatsbürger nichtarischer oder nicht rein arischer Abstammung e. V. auf Initiative von Gustav Friedrich in Berlin gegründet. Gustav Friedrich wurde erster Vorsitzender, starb jedoch bereits am 31. Oktober 1933, so dass der Berliner Rechtsanwalt Günter Alexander-Katz interimsweise den Vorsitz übernahm. Am 13. November 1933 folgte die Eintragung in das Vereinsregister. Im März 1934 wurde der Lektor Richard Wolff Vorsitzender, der Jurist Joachim Marckwald gehörte dem Vorstand an. 
Im Dezember 1934 erfolgte die Umbenennung in Reichsverband der nichtarischen Christen e. V. Im September 1935 übernahm Heinrich Spiero den Vorsitz. Ab 1936 war Richard Kobrak ehrenamtlich tätig. 
Im September 1936 folgte nach Verfügung von Hans Hinkel die Umbenennung in Paulusbund, Vereinigung nichtarischer Christen e. V. Im Februar 1937 übernahm der Rechtsanwalt Friedrich Karl Leßer den Vorsitz. Im März 1937 mussten auf Weisung des Reichsinnenministers alle „volljüdischen“ Mitglieder ausgeschlossen werden. Für diese gründete Heinrich Spiero ein eigenes Hilfsbüro Büro Heinrich Spiero als Anlaufstelle, das bis zu seinem Verbot 1939 bestand. 
Ab Juli 1937 lautete die Bezeichnung Vereinigung 1937 vorläufiger Reichsbürger nicht volldeutschblütiger Abstammung e. V. Die Zwangsauflösung am 10. August 1939 beendete die Existenz des Vereins. Er wurde am 11. August 1939 durch die Geheime Staatspolizei liquidiert.
Über die Mitgliedszahlen gibt es keine genauen Angaben. 1935 waren es ca. 7.000 bis 10.000 Mitglieder. Andere Quellen sprechen von 13.000 Mitgliedern oder ca. 80.000 Mitgliedern.
Als Nachfolgeorganisation wurde 1946 der Verband der Opfer der Nürnberger Gesetze von der britischen Militärregierung genehmigt.